# Putala figurata
Putala figurata är en insektsart som beskrevs av Singh-pruthi 1925. Putala figurata ingår i släktet Putala och familjen Dictyopharidae. Inga underarter finns listade i Catalogue of Life.